# Puchar CEV w piłce siatkowej mężczyzn (1999/2000)
Puchar CEV siatkarzy 1999/2000 – 20. sezon Pucharu CEV rozgrywanego od 1980 roku, organizowanego przez Europejską Konfederację Piłki Siatkowej (CEV) w ramach europejskich pucharów dla męskich klubowych zespołów siatkarskich „starego kontynentu”.

## System rozgrywek
Rozgrywki toczyły się najpierw od fazy kwalifikacyjnej, z której zwycięzcy zagrali w fazie grupowej po 4 zespoły w każdej grupie. Zespoły z pierwszych miejsc zagrały w kolejnym etapie. W 1/8 finału i ćwierćfinałach drużyny podzielone zostały na pary. Każda z par rozegrała po dwa spotkania. O awansie decydowały kolejno: liczba wygranych spotkań, liczba wygranych setów, liczba zdobytych małych punktów. Zwycięzcy ćwierćifnałów awansowali do turnieju finałowego, w którym rozegrano półfinały, mecz o 3. miejsce i finał.

## Drużyny uczestniczące
- Sportunion Enns
- Sokol Schwechat
- Paris London Salzburg
- Knack Roeselare
- GO Pass Brabant Lennik
- Kommunalnik Grodno
- OK Brčko
- Sinpos-Sab Banka Sarajewo
- Omonia Nikozja
- Budućnost Podgorica
- Dukla Liberec
- Aero Odolena Voda
- Holte IF
- Gentofte Volley
- Napapiirin Rovaniemi
- Asnières Volley 92
- Arago de Sète
- AVC Orestiada
- Iraklis Saloniki
- Ivesur Eade Malaga
- CS Gran Canaria
- Cadenz Nesselande
- Geové Vrevok Nieuwegein
- Maccabi Tel Awiw
- Ryga PCSK
- Volley Bertrange
- Chev Diekirch
- VC Mamer
- Moerser SC
- SCC Berlin
- Askim VBK
- Iskra RVSN Odincowo
- Fibrex Rifil Săvinești
- Steaua Bukareszt
- Elcond Zalău
- Mostostal-Azoty Kędzierzyn-Koźle
- Esmoriz GC
- Nacional Funchal
- Juvenes Serravalle
- La Fiorita Montegiardino
- OK Maribor
- Fužinar GOK Igem
- Lausanne UC
- Chênois Genewa
- Arçelik Stambuł
- Emlakbank Ankara
- Azot Czerkasy
- SC Winnica
- Roma Volley
- Casa Modena Unibon
- Dunaferr SE Dunaújváros

## Rozgrywki

### Faza kwalifikacyjna
| Data       | Godz. | Drużyna 1   | Wynik | Drużyna 2       | 1     | 2     | 3     | 4     | 5    | Widzów | *      |
| ---------- | ----- | ----------- | ----- | --------------- | ----- | ----- | ----- | ----- | ---- | ------ | ------ |
| 02.10.1999 | 17:00 | Dunaferr SE | 3:2   | Esmoriz GC      | 25:18 | 25:20 | 23:25 | 19:25 | 15:8 | 500    | raport |
| 09.10.1999 | 17:00 | Dunaferr SE | 1:3   | Esmoriz GC      | 25:19 | 20:25 | 25:27 | 25:27 |      | 250    | raport |
| 08.10.1999 | 19:30 | Moerser SC  | 3:0   | Askim VBK       | 32:30 | 25:19 | 25:15 |       |      | 300    | raport |
| 09.10.1999 | 19:30 | Moerser SC  | 3:1   | Askim VBK       | 25:22 | 25:22 | 18:25 | 25:12 |      | 134    | raport |
| 02.10.1999 | 20:00 | SS Juvenes  | 0:3   | Volley Bartreng | 23:25 | 22:25 | 21:25 |       |      | 100    | raport |
| 09.10.1999 | 19:30 | SS Juvenes  | 0:3   | Volley Bartreng | 16:25 | 12:25 | 21:25 |       |      | 150    | raport |

### Faza główna

#### Turniej 1
Wyniki
| Data       | Drużyna 1              | Wynik | Drużyna 2              | Sety                             |
| ---------- | ---------------------- | ----- | ---------------------- | -------------------------------- |
| 10.12.1999 | Dukla Liberec          | 3:1   | Kommunalnik Grodno     | 26:28, 28:26, 25:19, 25:15       |
| 10.12.1999 | Paris London Salzburg  | 3:1   | Fibrex Rifil Săvinești | 25:16, 22:25, 25:21, 25:20       |
| 11.12.1999 | Dukla Liberec          | 3:0   | Fibrex Rifil Săvinești | 13:25, 22:25, 13:25              |
| 11.12.1999 | Kommunalnik Grodno     | 1:3   | Paris London Salzburg  | 25:12, 22:25, 20:25, 20:25       |
| 12.12.1999 | Paris London Salzburg  | 0:3   | Dukla Liberec          | 19:25, 20:25, 21:25              |
| 12.12.1999 | Fibrex Rifil Săvinești | 2:3   | Kommunalnik Grodno     | 25:23, 21:25, 25:22, 21:25, 9:15 |

Tabela
| Lp. | Drużyna                | Pkt | Mecze | Mecze | Mecze | Sety | Sety | Sety  | Małe punkty | Małe punkty | Małe punkty |
| Lp. | Drużyna                | Pkt | M     | W     | P     | wyg. | prz. | ratio | zdob.       | str.        | ratio       |
| --- | ---------------------- | --- | ----- | ----- | ----- | ---- | ---- | ----- | ----------- | ----------- | ----------- |
| 1   | Dukla Liberec          | 6   | 3     | 3     | 0     | 9    | 1    | 9.000 | 254         | 196         | 1.296       |
| 2   | Paris London Salzburg  | 5   | 3     | 2     | 1     | 6    | 5    | 1.200 | 244         | 244         | 1.000       |
| 3   | Kommunalnik Grodno     | 4   | 3     | 1     | 2     | 5    | 8    | 0.625 | 285         | 292         | 0.976       |
| 4   | Fibrex Rifil Săvinești | 3   | 3     | 0     | 3     | 3    | 9    | 0.333 | 231         | 282         | 0.819       |

#### Turniej 2
Wyniki
| Data       | Drużyna 1        | Wynik | Drużyna 2        | Sety                              |
| ---------- | ---------------- | ----- | ---------------- | --------------------------------- |
| 10.12.1999 | Emlakbank Ankara | 1:3   | SC Winnica       | 20:25, 23:25, 28:26, 21:25        |
| 10.12.1999 | VC Mamer         | 0:3   | AVC Orestiada    | 17:25, 21:25, 20:25               |
| 11.12.1999 | Emlakbank Ankara | 2:3   | VC Mamer         | 25:13, 25:22, 18:25, 16:25, 13:15 |
| 11.12.1999 | AVC Orestiada    | 3:0   | SC Winnica       | 25:19, 25:15, 25:17               |
| 12.12.1999 | SC Winnica       | 3:0   | VC Mamer         | 25:23, 25:21, 25:15               |
| 12.12.1999 | AVC Orestiada    | 2:3   | Emlakbank Ankara | 25:20, 26:28, 23:25, 25:10, 13:15 |

Tabela
| Lp. | Drużyna          | Pkt | Mecze | Mecze | Mecze | Sety | Sety | Sety  | Małe punkty | Małe punkty | Małe punkty |
| Lp. | Drużyna          | Pkt | M     | W     | P     | wyg. | prz. | ratio | zdob.       | str.        | ratio       |
| --- | ---------------- | --- | ----- | ----- | ----- | ---- | ---- | ----- | ----------- | ----------- | ----------- |
| 1   | AVC Orestiada    | 5   | 3     | 2     | 1     | 8    | 3    | 2.667 | 262         | 207         | 1.266       |
| 2   | SC Winnica       | 5   | 3     | 2     | 1     | 6    | 4    | 1.500 | 227         | 226         | 1.004       |
| 3   | Emlakbank Ankara | 4   | 3     | 1     | 2     | 6    | 8    | 0.750 | 287         | 313         | 0.917       |
| 4   | VC Mamer         | 4   | 3     | 1     | 2     | 3    | 9    | 0.333 | 217         | 247         | 0.879       |

#### Turniej 3
Wyniki
| Data       | Drużyna 1                | Wynik | Drużyna 2                | Sety                       |
| ---------- | ------------------------ | ----- | ------------------------ | -------------------------- |
| 10.12.1999 | Esmoriz GC               | 3:0   | Sinpos Sarajewo          | 25:21, 25:13, 25:18        |
| 11.12.1999 | Budvanska Rivijera Budva | 3:1   | Esmoriz GC               | 28:26, 24:26, 25:18, 25:22 |
| 12.12.1999 | Sinpos Sarajewo          | 0:3   | Budvanska Rivijera Budva | 22:25, 20:25, 13:25        |

Tabela
| Lp. | Drużyna                  | Pkt | Mecze | Mecze | Mecze | Sety | Sety | Sety  | Małe punkty | Małe punkty | Małe punkty |
| Lp. | Drużyna                  | Pkt | M     | W     | P     | wyg. | prz. | ratio | zdob.       | str.        | ratio       |
| --- | ------------------------ | --- | ----- | ----- | ----- | ---- | ---- | ----- | ----------- | ----------- | ----------- |
| 1   | Budvanska Rivijera Budva | 4   | 2     | 2     | 0     | 6    | 1    | 6.000 | 177         | 147         | 1.204       |
| 2   | Esmoriz GC               | 3   | 2     | 1     | 1     | 4    | 3    | 1.333 | 167         | 154         | 1.084       |
| 3   | Sinpos Sarajewo          | 2   | 2     | 0     | 2     | 0    | 6    | 0.000 | 107         | 150         | 0.713       |

#### Turniej 4
Wyniki
| Data       | Drużyna 1                | Wynik | Drużyna 2                | Sety                       |
| ---------- | ------------------------ | ----- | ------------------------ | -------------------------- |
| 10.12.1999 | GO Pass Brabant Lennik   | 3:1   | CS Gran Canaria          | 25:14, 17:25, 25:19, 25:15 |
| 10.12.1999 | OK Maribor               | 3:0   | La Fiorita Montegiardino | 25:13, 25:21, 25:18        |
| 11.12.1999 | La Fiorita Montegiardino | 0:3   | GO Pass Brabant Lennik   | 11:25, 12:25, 12:25        |
| 11.12.1999 | CS Gran Canaria          | 0:3   | OK Maribor               | 18:25, 22:25, 20:25        |
| 12.12.1999 | CS Gran Canaria          | 3:0   | La Fiorita Montegiardino | 25:23, 25:22, 25:21        |
| 12.12.1999 | OK Maribor               | 0:3   | GO Pass Brabant Lennik   | 17:25, 9:25, 29:31         |

Tabela
| Lp. | Drużyna                  | Pkt | Mecze | Mecze | Mecze | Sety | Sety | Sety  | Małe punkty | Małe punkty | Małe punkty |
| Lp. | Drużyna                  | Pkt | M     | W     | P     | wyg. | prz. | ratio | zdob.       | str.        | ratio       |
| --- | ------------------------ | --- | ----- | ----- | ----- | ---- | ---- | ----- | ----------- | ----------- | ----------- |
| 1   | GO Pass Brabant Lennik   | 6   | 3     | 3     | 0     | 9    | 1    | 9.000 | 248         | 163         | 1.521       |
| 2   | OK Maribor               | 5   | 3     | 2     | 1     | 6    | 3    | 2.000 | 205         | 193         | 1.062       |
| 3   | CS Gran Canaria          | 4   | 3     | 1     | 2     | 4    | 6    | 0.667 | 208         | 233         | 0.893       |
| 4   | La Fiorita Montegiardino | 3   | 3     | 0     | 3     | 0    | 9    | 0.000 | 153         | 225         | 0.680       |

#### Turniej 5
Wyniki
| Data       | Drużyna 1         | Wynik | Drużyna 2         | Sety                       |
| ---------- | ----------------- | ----- | ----------------- | -------------------------- |
| 10.12.1999 | Aero Odolena Voda | 0:3   | Iraklis Saloniki  | 15:25, 21:25, 22:25        |
| 11.12.1999 | Iraklis Saloniki  | 1:3   | Arago de Sète     | 26:28, 19:25, 25:16, 21:25 |
| 12.12.1999 | Arago de Sète     | 3:0   | Aero Odolena Voda | 25:16, 25:19, 25:19        |

Tabela
| Lp. | Drużyna           | Pkt | Mecze | Mecze | Mecze | Sety | Sety | Sety  | Małe punkty | Małe punkty | Małe punkty |
| Lp. | Drużyna           | Pkt | M     | W     | P     | wyg. | prz. | ratio | zdob.       | str.        | ratio       |
| --- | ----------------- | --- | ----- | ----- | ----- | ---- | ---- | ----- | ----------- | ----------- | ----------- |
| 1   | Arago de Sète     | 4   | 2     | 2     | 0     | 6    | 1    | 6.000 | 169         | 145         | 1.166       |
| 2   | Iraklis Saloniki  | 3   | 2     | 1     | 1     | 4    | 3    | 1.333 | 166         | 152         | 1.092       |
| 3   | Aero Odolena Voda | 2   | 2     | 0     | 2     | 0    | 6    | 0.000 | 112         | 150         | 0.747       |

#### Turniej 6
Wyniki
| Data       | Drużyna 1           | Wynik | Drużyna 2           | Sety                       |
| ---------- | ------------------- | ----- | ------------------- | -------------------------- |
| 10.12.1999 | Budućnost Podgorica | 1:3   | Iskra RVSN Odincowo | 25:18, 23:25, 23:25, 17:25 |
| 10.12.1999 | Steaua Bukareszt    | 1:3   | Sokol Schwechat     | 20:25, 25:23, 24:26, 22:25 |
| 11.12.1999 | Sokol Schwechat     | 0:3   | Iskra RVSN Odincowo | 18:25, 22:25, 18:25        |
| 11.12.1999 | Steaua Bukareszt    | 0:3   | Budućnost Podgorica | 18:25, 20:25, 21:25        |
| 12.12.1999 | Budućnost Podgorica | 3:1   | Sokol Schwechat     | 25:17, 23:25, 25:23, 29:27 |
| 12.12.1999 | Iskra RVSN Odincowo | 3:0   | Steaua Bukareszt    | 25:15, 25:18, 25:13        |

Tabela
| Lp. | Drużyna             | Pkt | Mecze | Mecze | Mecze | Sety | Sety | Sety  | Małe punkty | Małe punkty | Małe punkty |
| Lp. | Drużyna             | Pkt | M     | W     | P     | wyg. | prz. | ratio | zdob.       | str.        | ratio       |
| --- | ------------------- | --- | ----- | ----- | ----- | ---- | ---- | ----- | ----------- | ----------- | ----------- |
| 1   | Iskra RVSN Odincowo | 6   | 3     | 3     | 0     | 9    | 1    | 9.000 | 243         | 192         | 1.266       |
| 2   | Budućnost Podgorica | 5   | 3     | 2     | 1     | 7    | 4    | 1.750 | 265         | 244         | 1.086       |
| 3   | Sokol Schwechat     | 4   | 3     | 1     | 2     | 4    | 7    | 0.571 | 249         | 268         | 0.929       |
| 4   | Steaua Bukareszt    | 3   | 3     | 0     | 3     | 1    | 9    | 0.111 | 196         | 249         | 0.787       |

#### Turniej 7
Wyniki
| Data       | Drużyna 1            | Wynik | Drużyna 2            | Sety                |
| ---------- | -------------------- | ----- | -------------------- | ------------------- |
| 11.12.1999 | Holte IF             | 0:3   | Napapiirin Rovaniemi | 16:25, 12:25, 12:25 |
| 10.12.1999 | Asnières Volley 92   | 3:0   | Holte IF             | 25:17, 25:19, 25:13 |
| 12.12.1999 | Napapiirin Rovaniemi | 3:0   | Asnières Volley 92   | 25:21, 25:23, 25:17 |

Tabela
| Lp. | Drużyna              | Pkt | Mecze | Mecze | Mecze | Sety | Sety | Sety  | Małe punkty | Małe punkty | Małe punkty |
| Lp. | Drużyna              | Pkt | M     | W     | P     | wyg. | prz. | ratio | zdob.       | str.        | ratio       |
| --- | -------------------- | --- | ----- | ----- | ----- | ---- | ---- | ----- | ----------- | ----------- | ----------- |
| 1   | Napapiirin Rovaniemi | 4   | 2     | 2     | 0     | 6    | 0    | MAX   | 150         | 101         | 1.485       |
| 2   | Asnières Volley 92   | 3   | 2     | 1     | 1     | 3    | 3    | 1.000 | 136         | 124         | 1.097       |
| 3   | Holte IF             | 2   | 2     | 0     | 2     | 0    | 6    | 0.000 | 89          | 150         | 0.593       |

#### Turniej 8
Wyniki
| Data       | Drużyna 1         | Wynik | Drużyna 2         | Sety                       |
| ---------- | ----------------- | ----- | ----------------- | -------------------------- |
| 10.12.1999 | Cadenz Nesselande | 3:0   | Volley Bertrange  | 25:21, 25:18, 25:16        |
| 10.12.1999 | Ryga PCSK         | 3:1   | OK Brčko          | 25:15, 25:19, 22:25, 25:14 |
| 11.12.1999 | Cadenz Nesselande | 3:0   | Ryga PCSK         | 25:19, 25:17, 27:25        |
| 11.12.1999 | Volley Bertrange  | 3:0   | OK Brčko          | 25:15, 25:17, 28:26        |
| 12.12.1999 | OK Brčko          | 1:3   | Cadenz Nesselande | 10:25, 22:25, 25:21, 19:25 |
| 12.12.1999 | Ryga PCSK         | 3:0   | Volley Bertrange  | 25:19, 25:19, 25:13        |

Tabela
| Lp. | Drużyna           | Pkt | Mecze | Mecze | Mecze | Sety | Sety | Sety  | Małe punkty | Małe punkty | Małe punkty |
| Lp. | Drużyna           | Pkt | M     | W     | P     | wyg. | prz. | ratio | zdob.       | str.        | ratio       |
| --- | ----------------- | --- | ----- | ----- | ----- | ---- | ---- | ----- | ----------- | ----------- | ----------- |
| 1   | Cadenz Nesselande | 6   | 3     | 3     | 0     | 9    | 1    | 9.000 | 248         | 192         | 1.292       |
| 2   | Ryga PCSK         | 5   | 3     | 2     | 1     | 6    | 4    | 1.500 | 233         | 201         | 1.159       |
| 3   | Volley Bertrange  | 4   | 3     | 1     | 2     | 3    | 6    | 0.500 | 184         | 208         | 0.885       |
| 4   | OK Brčko          | 3   | 3     | 0     | 3     | 2    | 9    | 0.222 | 207         | 271         | 0.764       |

#### Turniej 9
Wyniki
| Data       | Drużyna 1                        | Wynik | Drużyna 2                        | Sety                              |
| ---------- | -------------------------------- | ----- | -------------------------------- | --------------------------------- |
| 10.12.1999 | Azot Czerkasy                    | 2:3   | Chênois Genewa                   | 25:27, 24:26, 25:22, 25:23, 13:15 |
| 10.12.1999 | Mostostal-Azoty Kędzierzyn-Koźle | 3:0   | Gentofte Volley                  | 25:18, 25:12, 25:12               |
| 11.12.1999 | Gentofte Volley                  | 1:3   | Chênois Genewa                   | 16:25, 25:22, 19:25, 18:25        |
| 11.12.1999 | Mostostal-Azoty Kędzierzyn-Koźle | 3:0   | Azot Czerkasy                    | 25:13, 25:16, 25:15               |
| 12.12.1999 | Azot Czerkasy                    | 3:0   | Gentofte Volley                  | 25:20, 25:21, 25:22               |
| 12.12.1999 | Chênois Genewa                   | 0:3   | Mostostal-Azoty Kędzierzyn-Koźle | 17:25, 17:25, 16:25, 25:          |

Tabela
| Lp. | Drużyna                          | Pkt | Mecze | Mecze | Mecze | Sety | Sety | Sety  | Małe punkty | Małe punkty | Małe punkty |
| Lp. | Drużyna                          | Pkt | M     | W     | P     | wyg. | prz. | ratio | zdob.       | str.        | ratio       |
| --- | -------------------------------- | --- | ----- | ----- | ----- | ---- | ---- | ----- | ----------- | ----------- | ----------- |
| 1   | Mostostal-Azoty Kędzierzyn-Koźle | 6   | 3     | 3     | 0     | 9    | 0    | MAX   | 225         | 136         | 1.654       |
| 2   | Chênois Genewa                   | 5   | 3     | 2     | 1     | 6    | 6    | 1.000 | 260         | 265         | 0.981       |
| 3   | Azot Czerkasy                    | 4   | 3     | 1     | 2     | 5    | 6    | 0.833 | 231         | 251         | 0.920       |
| 4   | Gentofte Volley                  | 3   | 3     | 0     | 3     | 1    | 9    | 0.111 | 183         | 247         | 0.741       |

#### Turniej 10
Wyniki
| Data       | Drużyna 1       | Wynik | Drużyna 2       | Sety                             |
| ---------- | --------------- | ----- | --------------- | -------------------------------- |
| 10.12.1999 | Elcond Zalău    | 0:3   | Arçelik Stambuł | 18:25, 28:30, 23:25              |
| 10.12.1999 | Chev Diekirch   | 0:3   | Sportunion Enns | 13:25, 21:25, 19:25              |
| 11.12.1999 | Arçelik Stambuł | 3:0   | Chev Diekirch   | 25:14, 25:14, 25:9               |
| 11.12.1999 | Sportunion Enns | 2:3   | Elcond Zalău    | 20:25, 25:14, 20:25, 25:23, 9:15 |
| 12.12.1999 | Elcond Zalău    | 3:0   | Chev Diekirch   | 25:14, 25:8, 25:13               |
| 12.12.1999 | Sportunion Enns | 1:3   | Arçelik Stambuł | 13:25, 17:25, 26:24, 16:25       |

Tabela
| Lp. | Drużyna         | Pkt | Mecze | Mecze | Mecze | Sety | Sety | Sety  | Małe punkty | Małe punkty | Małe punkty |
| Lp. | Drużyna         | Pkt | M     | W     | P     | wyg. | prz. | ratio | zdob.       | str.        | ratio       |
| --- | --------------- | --- | ----- | ----- | ----- | ---- | ---- | ----- | ----------- | ----------- | ----------- |
| 1   | Arçelik Stambuł | 6   | 3     | 3     | 0     | 9    | 1    | 9.000 | 254         | 178         | 1.427       |
| 2   | Elcond Zalău    | 5   | 3     | 2     | 1     | 6    | 5    | 1.200 | 246         | 214         | 1.150       |
| 3   | Sportunion Enns | 4   | 3     | 1     | 2     | 6    | 6    | 1.000 | 246         | 254         | 0.969       |
| 4   | Chev Diekirch   | 3   | 3     | 0     | 3     | 0    | 9    | 0.000 | 125         | 225         | 0.556       |

#### Turniej 11
Wyniki
| Data       | Drużyna 1        | Wynik | Drużyna 2        | Sety                              |
| ---------- | ---------------- | ----- | ---------------- | --------------------------------- |
| 10.12.1999 | Moerser SC       | 3:1   | Maccabi Tel Awiw | 25:23, 25:22, 21:25, 25:23        |
| 10.12.1999 | Fužinar GOK Igem | 3:0   | Lausanne UC      | 25:20, 25:21, 25:14               |
| 11.12.1999 | Lausanne UC      | 1:3   | Maccabi Tel Awiw | 21:25, 25:18, 23:25, 20:25        |
| 11.12.1999 | Moerser SC       | 3:0   | Fužinar GOK Igem | 25:21, 25:22, 25:14               |
| 12.12.1999 | Maccabi Tel Awiw | 2:3   | Fužinar GOK Igem | 25:19, 13:25, 25:19, 24:26, 16:18 |
| 12.12.1999 | Lausanne UC      | 3:2   | Moerser SC       | 20:25, 25:20, 18:25, 25:23, 15:12 |

Tabela
| Lp. | Drużyna          | Pkt | Mecze | Mecze | Mecze | Sety | Sety | Sety  | Małe punkty | Małe punkty | Małe punkty |
| Lp. | Drużyna          | Pkt | M     | W     | P     | wyg. | prz. | ratio | zdob.       | str.        | ratio       |
| --- | ---------------- | --- | ----- | ----- | ----- | ---- | ---- | ----- | ----------- | ----------- | ----------- |
| 1   | Moerser SC       | 5   | 3     | 2     | 1     | 8    | 4    | 2.000 | 276         | 253         | 1.091       |
| 2   | Fužinar GOK Igem | 5   | 3     | 2     | 1     | 6    | 5    | 1.200 | 239         | 233         | 1.026       |
| 3   | Maccabi Tel Awiw | 4   | 3     | 1     | 2     | 6    | 7    | 0.857 | 289         | 292         | 0.990       |
| 4   | Lausanne UC      | 4   | 3     | 1     | 2     | 5    | 9    | 0.556 | 247         | 273         | 0.905       |

#### Turniej 12
Wyniki
| Data       | Drużyna 1               | Wynik | Drużyna 2               | Sety                |
| ---------- | ----------------------- | ----- | ----------------------- | ------------------- |
| 10.12.1999 | Ivesur Eade Malaga      | 3:0   | Omonia Nikozja          | 25:9, 25:10, 25:14  |
| 10.12.1999 | Nacional Funchal        | 0:3   | Geové Vrevok Nieuwegein | 15:25, 14:25, 20:25 |
| 11.12.1999 | Nacional Funchal        | 0:3   | Ivesur Eade Malaga      | 28:30, 22:25, 19:25 |
| 11.12.1999 | Geové Vrevok Nieuwegein | 3:0   | Omonia Nikozja          | 25:13, 25:17, 25:16 |
| 12.12.1999 | Ivesur Eade Malaga      | 3:0   | Geové Vrevok Nieuwegein | 25:23, 25:20, 25:22 |
| 12.12.1999 | Omonia Nikozja          | 0:3   | Nacional Funchal        | 17:25, 15:25, 11:25 |

Tabela
| Lp. | Drużyna                 | Pkt | Mecze | Mecze | Mecze | Sety | Sety | Sety  | Małe punkty | Małe punkty | Małe punkty |
| Lp. | Drużyna                 | Pkt | M     | W     | P     | wyg. | prz. | ratio | zdob.       | str.        | ratio       |
| --- | ----------------------- | --- | ----- | ----- | ----- | ---- | ---- | ----- | ----------- | ----------- | ----------- |
| 1   | Ivesur Eade Malaga      | 6   | 3     | 3     | 0     | 9    | 0    | MAX   | 230         | 167         | 1.377       |
| 2   | Geové Vrevok Nieuwegein | 5   | 3     | 2     | 1     | 6    | 3    | 2.000 | 215         | 170         | 1.265       |
| 3   | Nacional Funchal        | 4   | 3     | 1     | 2     | 3    | 6    | 0.500 | 193         | 198         | 0.975       |
| 4   | Omonia Nikozja          | 3   | 3     | 0     | 3     | 0    | 9    | 0.000 | 122         | 225         | 0.542       |

### Faza finałowa

#### 1/8 finału
| Data       | Drużyna 1                        | Wynik | Drużyna 2                        | Sety                              |
| ---------- | -------------------------------- | ----- | -------------------------------- | --------------------------------- |
| 12.01.2000 | Knack Roeselare                  | 3:1   | Budvanska Rivijera Budva         | 23:25, 25:17, 25:16, 25:11        |
| 19.01.2000 | Budvanska Rivijera Budva         | 3:1   | Knack Roeselare                  | 25:21, 24:26, 25:23, 25:19        |
|            |                                  |       |                                  |                                   |
| 18.01.2000 | Dukla Liberec                    | 1:3   | AVC Orestiada                    | 22:25, 23:25, 27:25, 23:25        |
| 19.01.2000 | AVC Orestiada                    | 3:0   | Dukla Liberec                    | 25:17, 25:23, 25:20               |
|            |                                  |       |                                  |                                   |
| 19.01.2000 | Cadenz Nesselande                | 0:3   | Napapiirin Rovaniemi             | 15:25, 23:25, 15:25               |
| 12.01.2000 | Napapiirin Rovaniemi             | 3:2   | Cadenz Nesselande                | 25:21, 21:25, 21:25, 25:21, 21:19 |
|            |                                  |       |                                  |                                   |
| 13.01.2000 | Arçelik Stambuł                  | 1:3   | Roma Volley                      | 25:22, 21:25, 21:25, 20:25        |
| 19.01.2000 | Roma Volley                      | 3:1   | Arçelik Stambuł                  | 23:25, 25:18, 29:27, 25:21        |
|            |                                  |       |                                  |                                   |
| 12.01.2000 | Casa Modena Unibon               | 3:2   | GO Pass Brabant Lennik           | 25:16, 25:19, 23:25, 21:25, 17:15 |
| 19.01.2000 | GO Pass Brabant Lennik           | 1:3   | Casa Modena Unibon               | 25:21, 20:25, 18:25, 20:25        |
|            |                                  |       |                                  |                                   |
| 12.01.2000 | Moerser SC                       | 1:3   | Arago de Sète                    | 18:25, 23:25, 25:17, 23:25        |
| 19.01.2000 | Arago de Sète                    | 2:3   | Moerser SC                       | 20:25, 20:25, 25:22, 25:21, 11:15 |
|            |                                  |       |                                  |                                   |
| 12.01.2000 | Ivesur Eade Malaga               | 3:0   | Mostostal-Azoty Kędzierzyn-Koźle | 25:21, 25:16, 25:23               |
| 19.01.2000 | Mostostal-Azoty Kędzierzyn-Koźle | 3:0   | Ivesur Eade Malaga               | 25:20, 25:19, 25:15               |
|            |                                  |       |                                  |                                   |
| 12.01.2000 | Iskra RVSN Odincowo              | 3:0   | SCC Berlin                       | 25:21, 26:24, 25:18               |
| 19.01.2000 | SCC Berlin                       | 3:0   | Iskra RVSN Odincowo              | 25:16, 25:22, 25:15               |

#### Ćwierćfinały
| Data       | Drużyna 1                        | Wynik | Drużyna 2                        | Sety                              |
| ---------- | -------------------------------- | ----- | -------------------------------- | --------------------------------- |
| 09.02.2000 | Knack Roeselare                  | 1:3   | AVC Orestiada                    | 20:25, 26:28, 25:19, 19:25        |
| 16.02.2000 | AVC Orestiada                    | 2:3   | Knack Roeselare                  | 22:25, 25:19, 25:27, 25:19, 11:15 |
|            |                                  |       |                                  |                                   |
| 09.02.2000 | Napapiirin Rovaniemi             | 1:3   | Roma Volley                      | 25:23, 20:25, 22:25, 20:25        |
| 16.02.2000 | Roma Volley                      | 3:1   | Napapiirin Rovaniemi             | 25:14, 23:25, 25:18, 25:17        |
|            |                                  |       |                                  |                                   |
| 09.02.2000 | Casa Modena Unibon               | 3:1   | Arago de Sète                    | 25:17, 25:16, 22:25, 25:16        |
| 16.02.2000 | Arago de Sète                    | 1:3   | Casa Modena Unibon               | 22:25, 28:26, 19:25, 21:25        |
|            |                                  |       |                                  |                                   |
| 09.02.2000 | Mostostal-Azoty Kędzierzyn-Koźle | 3:0   | SCC Berlin                       | 25:22, 25:23, 25:23               |
| 16.02.2000 | SCC Berlin                       | 3:2   | Mostostal-Azoty Kędzierzyn-Koźle | 26:28, 25:15, 23:25, 25:22, 15:13 |

#### Turniej finałowy

##### Półfinały
| Data       | Drużyna 1          | Wynik | Drużyna 2                        | Sety                |
| ---------- | ------------------ | ----- | -------------------------------- | ------------------- |
| 04.03.2000 | AVC Orestiada      | 0:3   | Roma Volley                      | 11:25, 29:31, 18:25 |
| 04.03.2000 | Casa Modena Unibon | 3:0   | Mostostal-Azoty Kędzierzyn-Koźle | 25:20, 25:15, 25:16 |

##### Mecz o 3. miejsce
| Data       | Drużyna 1     | Wynik | Drużyna 2                        | Sety                |
| ---------- | ------------- | ----- | -------------------------------- | ------------------- |
| 05.03.2000 | AVC Orestiada | 0:3   | Mostostal-Azoty Kędzierzyn-Koźle | 20:25, 23:25, 22:25 |

##### Finał
| Data       | Drużyna 1   | Wynik | Drużyna 2          | Sety                              |
| ---------- | ----------- | ----- | ------------------ | --------------------------------- |
| 05.03.2000 | Roma Volley | 3:2   | Casa Modena Unibon | 25:19, 23:25, 23:25, 25:20, 15:10 |

## Klasyfikacja końcowa
| Miejsce | Drużyna                          |
| ------- | -------------------------------- |
| złoto   | Roma Volley                      |
| srebro  | Casa Modena Unibon               |
| brąz    | Mostostal-Azoty Kędzierzyn-Koźle |
| 4.      | AVC Orestiada                    |